# Hiệp định thương mại tự do Liên minh châu Âu

Hiệp định thương mại tự do EU
EU
có hiệu lực
áp dụng tạm thời
ký nhưng chưa áp dụng
thỏa thuận nhưng chưa ký
đang đàm phán
Các cuộc đàm phán thỏa thuận bị tạm dừng/hoãn lại

Liên minh châu Âu ký kết các hiệp định thương mại tự do (FTA)  và các thoả thuận khác có một phần về thương mại với nhiều nước trên thế giới và đang đàm phán với nhiều nước khác.

## Hiệp định thương mại tự do có hiệu lực
| Quốc gia                                   | Ký                  | Tạm thời áp dụng    | Có hiệu lực | Ghi chú                                          | Quan hệ                   |
| ------------------------------------------ | ------------------- | ------------------- | ----------- | ------------------------------------------------ | ------------------------- |
| Ai Cập                                     | 2001                |                     | 2004        | AA EU - Địa Trung Hải                            |                           |
| Akrotiri và Dhekelia                       | 2003                |                     | 2004        | Liên minh Thuế quan                              |                           |
| Albania                                    | 2006                | 2006                | 2009        | SAA                                              | Ứng viên gia nhập EU      |
| Algérie                                    | 2002                |                     | 2005        | AA EU - Địa Trung Hải                            |                           |
| Andorra                                    | 1990                |                     | 1991        | Liên minh Thuế quan                              | Quan hệ Andorra–EU        |
| Bắc Macedonia                              | 2001                | 2001                | 2004        | SAA                                              | Ứng viên gia nhập EU      |
| Bosna và Herzegovina                       | 2008                | 2008                | 2015        | SAA                                              | Ứng viên tiềm năng của EU |
| Chi Lê                                     | 2002                | 2003                | 2005        | AA                                               |                           |
| Chính quyền Palestine                      | 1997                |                     | 1997        | AA EU - Địa Trung Hải                            | Quan hệ Palestine–EU      |
| Đảo Man                                    | 1972                |                     | 1973        | Liên minh Thuế quan                              |                           |
| Địa hạt Guernsey                           | 1972                |                     | 1973        | Liên minh Thuế quan                              |                           |
| Địa hạt Jersey                             | 1972                |                     | 1973        | Liên minh Thuế quan                              |                           |
| EU Lãnh thổ đặc biệt của Liên minh châu Âu | 2001                |                     | 2001        | Hiệp hội các Lãnh thổ đặc biệt của EU            |                           |
| Gruzia                                     | 2014                | 2014                | 2016        | AA bao gồm DCFTA                                 | Quan hệ Gruzia–EU         |
| Hàn Quốc                                   | 2010                | 2011                | 2015        | FTA                                              | Quan hệ Hàn Quốc–EU       |
| Iceland                                    | 1992                |                     | 1994        | EEA                                              | Quan hệ Iceland–EU        |
| Israel                                     | 1995                | 1996                | 2000        | AA EU - Địa Trung Hải                            | Quan hệ Israel–EU         |
| Jordan                                     | 1997                |                     | 2002        | AA EU - Địa Trung Hải                            | Quan hệ Jordan–EU         |
| Kosovo                                     | 2015                |                     | 2016        | SAA                                              | Quan hệ Kosovo–EU         |
| Lebanon                                    | 2002                |                     | 2006        | AA EU - Địa Trung Hải                            | Quan hệ Lebanon–EU        |
| Liechtenstein                              | 1992                |                     | 1995        | EEA                                              | Quan hệ Liechtenstein–EU  |
| Maroc                                      | 1996                |                     | 2000        | AA EU - Địa Trung Hải                            | Quan hệ Maroc–EU          |
| México                                     | 1997                |                     | 2000        | FTA                                              | Quan hệ México–EU         |
| Moldova                                    | 2014                | 2014                | 2016        | AA bao gồm DCFTA                                 | Quan hệ Moldova–EU        |
| Monaco                                     |                     |                     | 1958        | Hiệp ước Franco-Monégasque (Liên minh Thuế quan) |                           |
| Montenegro                                 | 2007                | 2008                | 2010        | SAA                                              | Đang đàm phán gia nhập EU |
| Na Uy                                      | 1992                |                     | 1994        | EEA                                              | Quan hệ Na Uy–EU          |
| Nam Phi                                    | 1999                | 2000                | 2004        | ATDC                                             | Quan hệ Nam Phi–EU        |
| Nhật Bản                                   | 2018                | Không               | 2019        | Hiệp định Đối tác Kinh tế                        | Quan hệ Nhật Bản-EU       |
| Quần đảo Faroe                             | 1996                |                     | 1997        | Thực thể tự trị của Đan Mạch                     | Quan hệ Quần đảo Faroe–EU |
| San Marino                                 | 1991                | 1992                | 2002        | Liên minh Thuế quan                              | Quan hệ San Marino–EU     |
| Serbia                                     | 2008                | 2010                | 2013        | SAA                                              | Đang đàm phán gia nhập EU |
| Thổ Nhĩ Kỳ                                 | 1995                |                     | 1995        | Liên minh Thuế quan                              | Đang đàm phán gia nhập EU |
| Thụy Sĩ                                    | 1972                |                     | 1973        | Hiệp định Thương mại                             | Quan hệ Thụy Sĩ–EU        |
| Tunisia                                    | 1995                |                     | 1998        | AA EU - Địa Trung Hải                            |                           |
| Ukraina                                    | 2014                | 2016                | 2017        | AA bao gồm DCFTA                                 | Quan hệ Ukraina–EU        |
| Việt Nam                                   | 2 tháng 10 năm 2015 | 30 tháng 6 năm 2019 | 2020        | Hiệp định Thương mại Tự do                       |                           |

## Các thỏa thuận đã ký (đang chờ áp dụng)
| Quốc gia  | Đàm phán             | Ký kết               | Áp dụng tạm thời | Phê chuẩn | Ghi chú                                 |
| --------- | -------------------- | -------------------- | ---------------- | --------- | --------------------------------------- |
| Singapore | 17 tháng 10 năm 2014 | 19 tháng 10 năm 2018 | Không            | 0 / 2     | Hiệp định Thương mại Tự do EU-Singapore |